# Geaya magna
Geaya magna is een hooiwagen uit de familie Sclerosomatidae.